# Зеркальная теория киноискусства Кракауэра
Зеркальная теория киноискусства З. Кракауэра — это теория, представленная немецким социологом массовой культуры Зигфридом Кракауэром.

## Описание теории
По Кракауэру теория звучит так: «при отображении физического бытия фильмы показывают реальность в её временной эволюции, и это осуществляется при помощи приемов кинематографической техники и мастерства».
По своей сути поле деятельности кинокамеры является неограниченным — это видимый, простирающийся во всех направлениях мир. При этом в границах данного мира существуют определённые объекты и темы, которые можно назвать «кинематографичными», так как они словно бы сами просятся на экран. Выразительные средства кино как будто предназначены для их показа и словно пытаются исполнить своё предназначение. Разумеется, любое открытие при помощи кинематографа связывается с регистрацией объекта на плёнке, однако сама регистрация не обязательно обнаруживает нечто новое. По крайней мере две группы самых обыкновенных явлений видимого мира словно бы сами просятся на экран. К одной из них, разумеется, относятся все виды движения, кинематографичные хотя бы потому, что их способна воспроизвести только кинокамера.
Кракауэр отмечал, что кино как «зеркало» обладает отражательной способностью психологического свойства. Исходной основой реконструирования по фильмам реалий общества послужили концепции массовой психологии и психоанализа. Он так же утверждал: «Если мы на мгновение отбросим наши сознательные убеждения, идейные цели, чрезвычайные обстоятельства и т. п., то у нас всё же остаются горести и радости, ссоры и праздники, нужды и стремления, которыми отмечена наша обыденная жизнь. Порожденные привычками и микроскопически малыми воздействиями, они образуют эластическую ткань, медленно изменяющуюся и способную выдержать войны, эпидемии, землетрясения, революции… Вот эту ткань повседневной жизни …обычно исследуют фильмы».
В качестве «зеркала» кино не смогло бы привлечь серьёзное внимание Кракауэра, если бы отражаемая в нём «ткань повседневной жизни» не являлась, по его мнению, влиятельной силой исторического процесса. Но именно таковой она представлялась теоретику, и, как он полагал, по фильмам — «останкам» немецкой истории в период между окончанием первой мировой войны и приходом Гитлера к власти её можно реконструировать киноведу-«археологу». «Нет недостатка в исследованиях политической, социальной, экономической и культурной истории великих наций, — отмечает 3. Кракауэр. — Я лишь хочу прибавить к этим известным типам исследования психологическую историю».
Отражаемую в кино коллективную ментальность Кракауэр рассматривал исходя из представлений об исключительной роли, которую может играть психологический фактор на поворотах исторического времени. Он соглашался с тем, что во взаимосвязи движущих факторов исторического процесса психологическое состояние нации является скорее следствием объективных обстоятельств, включая экономические и социальные, нежели их причинами. Но «следствие в любое время может непроизвольно стать причиной. Несмотря на свой производный характер, психологические тенденции часто обретают независимую жизнь и из факторов, автоматически изменяющихся под влиянием вечно изменяющихся обстоятельств, сами становятся главными тягачами исторической эволюции».
Кино Кракауэр рассматривает как продукт кинематографического процесса в целом, то есть ему видится и участие публики в его создании, когда речь идёт о коммерческом кино: «Даже нацистские военные фильмы, это чистейшей воды пропагандистская продукция, отражали некоторые особенности национальной психологии. То, что справедливо по отношению к пропагандистской продукции, ещё лучше прилагается к коммерческим фильмам».
Благодаря схватыванию кинокамерой конкретных картин зримого мира, использованию монтажа и других кинематографических приемов, кристаллизации единой творческой установки в результате слаженной работы множества профессионалов, считающихся к тому же с запросами массовой публики, фильм вбирает в себя психологические настроения, страхи и надежды, таящиеся в коллективном подсознании. И если в разных фильмах постоянно повторяются одни и те же изобразительные и сюжетные мотивы, повторяется, в частности, тема тирании, то это — свидетельство внутренних побуждений народа, социально-психологических моделей поведения.

## Последователи Кракауэра
Мысли Кракауэра о том, что именно в кинематографе (а позже — в телевидении) яснее всего проявляются «скрытые потоки коллективного подсознания», находят отражение и в капитальном труде социолога Д. Прокопа «Социология фильма».
Д. Прокоп также отмечает, что «особенность экранного воссоздания реальности сложилась исторически». Если рассматривать фильм как психологический феномен, то данная особенность сохраняет своё значение и до наших дней. «При этом рекреативная функция киноискусства прямо соотносится с данными психоанализа, которые подводят исследователя к признанию тесной связи описанного свойства экрана с потребностью человека в избавлении от овладевающих им навязчивых фантомов. С другой стороны, данное положение является правильным и в отношениях экрана к идеологической и экономической областям, где также довольно часто дают о себе знать призрачные фантастические образы».